# Chu Mục Chi
Chu Mục Chi (25 tháng 12 năm 1916 – 23 tháng 10 năm 2015) là chính khách nước Cộng hòa Nhân dân Trung Hoa. Ông là Ủy viên Ủy ban Trung ương Đảng Cộng sản Trung Quốc khóa X, XI và XII. Chu Mục Chi từng là Xã trưởng Thông tấn xã Tân Hoa, Phó Trưởng Ban Tuyên truyền Trung ương Đảng Cộng sản Trung Quốc, Bộ trưởng Bộ Văn hóa và Chủ nhiệm Văn phòng Thông tin Quốc vụ viện.

## Tiểu sử
Chu Mục Chi sinh tháng 12 năm 1916, người Giang Âm, tỉnh Giang Tô. Năm 1937, ông tốt nghiệp khoa ngoại ngữ tại Đại học Bắc Kinh.
Sau khi tốt nghiệp, Chu Mục Chi làm việc ở Nam Kinh với tư cách một biên tập viên cho Kim Lăng nhật báo (Jinling Daily) (金陵 日报). Ông gia nhập Đảng Cộng sản Trung Quốc vào tháng 4 năm 1938. Từ 1941 đến 1943, ông làm việc ở núi Thái Hành.
Từ 1946 đến 1964, ông làm việc tại Tân Hoa Xã với tư cách một biên tập viên. Năm 1966, Cách mạng Văn hóa được phát động bởi Mao Trạch Đông, Chu Mục Chi bị bắt giữ và đã chịu đựng bức hại chính trị.
Tháng 9 năm 1972, Chu Mục Chi làm việc với tư cách Xã trưởng Thông tấn xã Tân Hoa. Từ tháng 12 năm 1977 đến tháng 4 năm 1982, ông là Phó Trưởng Ban Tuyên truyền Trung ương Đảng Cộng sản Trung Quốc. Từ tháng 4 năm 1982 đến tháng 3 năm 1986, ông là Bộ trưởng Bộ Văn hóa Cộng hòa Nhân dân Trung Hoa. Từ tháng 4 năm 1991 đến tháng 12 năm 1992, ông là Chủ nhiệm Văn phòng Thông tin Quốc vụ viện.